# Team America
Team America (Original- und Alternativtitel: Team America: World Police) ist ein deutsch-US-amerikanischer Marionetten-Film von Trey Parker und Matt Stone aus dem Jahr 2004. Der Film karikiert die aggressive amerikanische Außenpolitik und das Auftreten der USA als Weltpolizei, den Islamistischen Terrorismus, den damaligen nordkoreanischen Diktator Kim Jong-il, aber auch den naiven Pazifismus liberaler US-amerikanischer Schauspieler mit Alec Baldwin als Wortführer.

## Handlung
Das World Team America, eine US-amerikanische Elite-Antiterroreinheit, verliert eines seiner Mitglieder (Carlson), als es bei der Eliminierung von Terroristen aus dem Nahen Osten halb Paris demoliert und den Eiffelturm, den Arc de Triomphe und den Louvre zerstört.
Als Ersatz für das tote Teammitglied heuert Anführer Spottswoode den begabten Broadway-Schauspieler Gary Johnston an (der mit einem traumatischen Kindheitserlebnis zu kämpfen hat), da ein Weltklasse-Schauspieler der einzige sei, der, als Terrorist verkleidet, in der Lage ist, sich unerkannt unter die Terroristen zu mischen. Obendrein verfügt Gary Johnston über Fremdsprachenkenntnisse.
Ein darauffolgender Einsatz in Kairo scheint ein Erfolg zu sein: Obwohl das Team die halbe Stadt sowie die bekanntesten ägyptischen Sehenswürdigkeiten in die Luft jagt (Pyramiden von Gizeh, die Sphinx, Abu Simbel), gelingt es Gary, die Terroristen zu infiltrieren und hochgehen zu lassen. Während der fröhlichen Siegesfeier im Inneren des Mount Rushmore kommen sich Lisa, die noch sehr unter dem Verlust ihres Kollegen und Verlobten Carlson leidet, und Gary, der sich die Schuld am tragischen Unfalltod seines Bruders gibt, näher und verbringen eine leidenschaftliche Liebesnacht miteinander.
Doch umgehend erfolgt der Gegenschlag: Die Attentäter aus dem fernöstlichen Derka Derkastan sprengen, erzürnt von den Aktivitäten des Teams in Kairo, den Panamakanal und töten Tausende von Menschen. Bei der anschließenden TV-Berichterstattung kommt Garys Kindheitstrauma wieder hervor, und er erleidet einen psychischen Zusammenbruch. Dabei kommt auch seine Affäre mit Lisa ans Licht, was zu einem offenen Bruch der Freundschaft zwischen Lisa und Sarah führt, die ebenfalls ein Auge auf Gary geworfen hat. Joe, der seinerseits heimlich in Sarah verliebt ist, ist deswegen zutiefst niedergeschlagen. Gary sucht verzweifelt das Weite.
Ohne Gary macht sich das Team auf nach Derka Derkastan, um einen Gegenangriff zu starten. Zu ihrem Erstaunen tauchen neben den derka derkastanischen Kampfjets plötzlich auch nordkoreanische Flugzeuge und U-Boote auf. Trotz der problematischen Beziehungen innerhalb des Teams schlagen sie sich zunächst ganz gut. Während vor Mount Rushmore eine Demonstration von Friedensaktivisten unter Führung von Michael Moore lauthals gegen die dummdreiste Brutalität von Team America protestiert, kann Spottswoode im Innern mit Supercomputer I.N.T.E.L.L.I.G.E.N.C.E. die Kampfaktivitäten sehr gut koordinieren. Als jedoch Michael Moore mit einem umgeschnallten Sprengstoffgürtel in das Hauptquartier eindringt und sich mitsamt selbigem in die Luft sprengt, wird das nun kopflos handelnde Team America von den Derka-Derkastanis und plötzlich eingreifenden nordkoreanischen Kampfjets aufgerieben.
Wie sich herausstellt, steckt hinter all dem der nordkoreanische Diktator Kim Jong-il, der unter einem schlimmen Minderwertigkeitskomplex leidet und aus Rache an allem und jedem die ganze Welt mit Massenvernichtungswaffen zerstören will. Unterstützt wird er dabei von einer Gruppe größenwahnsinniger Hollywood-Schauspieler-Pazifisten unter der Führung von Alec Baldwin, die glauben, zusammen mit Kim Jong-il den Weltfrieden nach ihren Vorstellungen durchsetzen zu können.
Währenddessen sitzt der völlig abgewrackte Gary Johnston in einer Bar und betrinkt sich. Nach einem Gespräch mit einem alten Seebären, der ihm ein paar Dinge über die Natur der Menschen erzählt, muss sich Gary übergeben, wird hinausgeworfen und landet in der Gosse. Zur gleichen Zeit wird das Team in der Kriegsgefangenschaft von Kim Jong-il gefoltert.
Am nächsten Tag, auf der Suche nach sich selbst, fährt Gary zum Mount Rushmore und ist entsetzt über das sich vor ihm abzeichnende Bild. Im Innern des völlig zerstörten Hauptquartiers findet er den verletzten, jedoch lebendigen Spottswoode, der nun zunehmend paranoide Züge annimmt. Gary bietet seine Hilfe an, die aber von Spottswoode verächtlich abgetan wird. Erst nachdem Gary Spottswoode durch einen wirklich hundertprozentigen Vertrauensbeweis (Oralverkehr) davon überzeugen konnte, dass er es völlig ernst meint, wird er von Spottswoode in allerlei Nahkampftechnik und Waffenkunde ausgebildet und auf eine Rettungsmission geschickt.
In Nordkorea nähert sich Kim Jong-ils Plan langsam seinem Höhepunkt: Er hat alle Regierungschefs des Planeten zu einer Friedenskonferenz geladen, die er mit einer koreanischen Folkloreshow und einem Vortrag von Hauptredner Alec Baldwin beschäftigen will, um am Ende der Show die Massenvernichtungswaffen zu aktivieren und sämtliche Staaten der Welt auf das Niveau von Dritte-Welt-Ländern zu bomben. Sein Ziel ist, alle Länder und Menschen der Erde auf das gleiche Entwicklungsniveau zu bringen und somit niemandem mehr einen Grund zu geben, auf andere neidisch zu sein.
Gary kann in Kim Jong-ils Palast eindringen und seine Teamkameraden befreien. Zuerst skeptisch, aber nachdem sich Spottswoode als lebendig zu erkennen gegeben hat, mit neuem Kampfgeist ausgestattet, machen sie sich daran, den drohenden Weltuntergang zu verhindern. Dabei stellt sich ihnen die Organisation der Schauspieler-Pazifisten F.A.G. entgegen, und in mehreren Gefechten muss sich das Team mühsam zur Friedenskonferenz vorkämpfen.
Dort hat bereits Alec Baldwin das Wort ergriffen, und Gary wird von seinen Teammitgliedern dazu aufgefordert, sich ihm zu stellen. Da es sich bei Baldwin um Garys Idol handelt, hat er zunächst Zweifel, ob er dazu in der Lage ist, und in der Tat kann er das Publikum nicht von den wahren Hintergründen der Konferenz überzeugen. Erst als ihm während des Rededuells die Ansprache des Seebären in der Bar wieder einfällt, kann er mit einer flammenden Rede die Konferenzteilnehmer auf seine Seite ziehen und gegen Kim Jong-il und die F.A.G. aufbringen.
Dieser ist darüber so verärgert, dass er Baldwin erschießt und den Countdown für die Massenvernichtungswaffen startet. In letzter Sekunde kann das Team den Countdown deaktivieren und Kim Jong-il töten, indem es ihn von einem Balkon wirft und er von der Pickelhaube des deutschen Vertreters auf der Konferenz gepfählt wird.
Es stellt sich heraus, dass Kim Jong-il eine außerirdische, kakerlakenartige Lebensform ist, welche die menschliche Hülle von Kim Jong-il genutzt hat. Nachdem das Insektenwesen aus dem Mund von Kims Körper heraus gekrabbelt ist, flüchtet es in ein Raumschiff und verlässt die Erde. Die Teammitglieder söhnen sich aus, die Welt ist gerettet, und Team America geht nun mit Gary als festem fünften Mitglied weiter seiner Arbeit als „World Police“ nach.

## Besetzung und Synchronisation
| Rolle (Original)                      | Sprecher         | Deutscher Sprecher       |
| ------------------------------------- | ---------------- | ------------------------ |
| Gary Johnston                         | Trey Parker      | Simon Jäger              |
| Chris                                 | Matt Stone       | Benjamin Völz            |
| Lisa                                  | Kristen Miller   | Melanie Hinze            |
| Sarah                                 | Masasa Moyo      | Manja Doering            |
| Joe                                   | Trey Parker      | Stefan Krause            |
| Carson                                | Trey Parker      | Peter Flechtner          |
| Spottswoode                           | Daran Norris     | Tilo Schmitz             |
| I.N.T.E.L.L.I.G.E.N.C.E               | Phil Hendrie     | Norbert Gescher          |
| Kim Jong-il                           | Trey Parker      | Stefan Gossler           |
| Hans Blix                             | Trey Parker      | Helmut Gauß              |
| Tim Robbins, Sean Penn, Michael Moore | Trey Parker      | Tobias Meister           |
| Alec Baldwin                          | Maurice LaMarche | Klaus-Dieter Klebsch     |
| Matt Damon                            | Trey Parker      | Originalton              |
| Susan Sarandon                        | Trey Parker      | Kerstin Sanders-Dornseif |
| Martin Sheen                          | Matt Stone       | Roland Hemmo             |

## Hintergrund
- Angelehnt an die britische Marionetten-Action-Serie Thunderbirds (in Supermarionation), wollten die Macher ursprünglich eine Parodie des Katastrophenfilms The Day After Tomorrow drehen, die zeitgleich mit dem Original in die Kinos kommen sollte. Hier gab es jedoch ebenso Lizenzprobleme wie mit der Alternative, einer Neuauflage von Thunderbirds, und so entschied man sich für das satirische Konzept des Team America.
- Die Marionetten sind wesentlich höher entwickelt als gewöhnliche Ausgaben, sie haben eigene Mimik und sind zu relativ komplexen Bewegungsabläufen fähig.
- Inhaltlich setzt sich der Film in teilweise äußerst drastischen Szenen mit der US-amerikanischen Außenpolitik, dem Terror, Sexualität und der Selbstüberschätzung US-amerikanischer Schauspieler auseinander. Auch werden zahlreiche andere Filme durch den Kakao gezogen, Minderheiten beleidigt und eine große Zahl von real existierenden Personen brutal getötet, wie die Mitglieder der fiktiven Film Actors Guild [F.A.G. (englisch, umgangssprachlich „Schwuchtel“)] wie Helen Hunt, George Clooney, Janeane Garofalo, Samuel L. Jackson, Liv Tyler, Susan Sarandon, Sean Penn, Danny Glover, Matt Damon, Tim Robbins, Martin Sheen, Bush-Kritiker Michael Moore und viele weitere.
- Das Lied „America, Fuck Yeah“ (engl. „Amerika, Verdammt Ja“) karikiert die amerikanische Kultur durch übertriebene Begeisterung für amerikanische Werte und Errungenschaften, wie Freiheit, das Internet, Pornografie, Walmart und Silikonbrüste.
- Grundgedanke: Der Film kritisiert und karikiert Schauspieler wie auch Politiker gleichermaßen, führt Aspekte beider Berufsgruppen sogar zusammen. Die Fassade und das Schauspiel der Politiker, wie auch der Unterhaltungsaspekt gegenüber der Bevölkerung, werden als politische Mittel der Machterhaltung und -schaffung aufgezeigt. Der Showdown am Ende des Films ist zum einen von Gewalt und zum anderen von der Fähigkeit, einem Publikum etwas vorspielen zu können, geprägt.
- Gleichzeitig bedient sich der Film auch „normalen“ Humors und beinhaltet einige Running Gags und Wortspiele, die sich über typische Actionfilme lustig machen. Zum Beispiel äußert sich Helen Hunt im Gefecht mit Team-Mitglied Sarah wie folgt: „Komm her Schlampe, ich habe Actionfilme gemacht.“
- Die Marionetten-Sexszene ist gekürzt. In der unzensierten Fassung werden auch sexuelle Handlungen mit Urophilie (Urin) und Koprophilie (Kot) dargestellt. Nach Aussage der beiden Autoren waren diese Szenen jedoch nicht für das Endprodukt gedacht, sondern wurden absichtlich übertrieben, um der kritischen Zensurbehörde MPAA Szenen zur Zensur anzubieten, um von anderen „zensurfähigen“ Inhalten des Films abzulenken.
- Der deutsche Vertreter auf der Weltfriedenskonferenz ist Kaiser Wilhelm II.
- Die Vertreter Englands und der USA sind im Film nicht zu erkennen. Es handelt sich dabei um Queen Elisabeth II. und George W. Bush.
- Die Terroristen werden als tumbe Finsterlinge mit finsterem Blick dargestellt. Nur in einer Szene zeigen sie sich auch von ihrer menschlichen Seite und vergießen Mitleidstränen, als Gary Johnson ihnen glaubwürdig vorspielt und erzählt, wie die Ungläubigen sein Heimatdorf zerstörten. Anhand ihrer Kleidung kann man sie dem mittelasiatischen ebenso wie dem arabischen Kulturraum zuordnen.
- Kim Jong Il wird als aggressiv und reizbar dargestellt. So erschießt er seinen Dolmetscher, weil dieser nicht energisch genug seine Worte übersetzt und wirft Hans Blix den Haien vor, als dieser ihm androht, dass die UN sehr böse mit ihm ist und ihm einen bösen Brief schreiben wird, wenn er nicht kooperiert und seinen Palast auf Massenvernichtungswaffen durchsuchen lässt. In seinem Lied „I'm So Ronery“ gibt er zum Ausdruck, dass er sich als ein zutiefst missverstandenes Genie sieht, das nur das Beste für die Menschheit will. Während er sein Klagelied von sich gibt, sieht man im Hintergrund gefolterte und misshandelte Gefangene.
- Die Terroristen sprechen weltweit eine fiktive Sprache, die dem Arabischen ähnlich ist und in der das Wort „derka“ häufig vorkommt. Zudem ist Derka Derkastan ein fiktives Land.
- Der Film ist nach dem Schema eines Musicals aufgebaut, da viele von Trey Parker selbst komponierte Lieder vorkommen, wie „Everyone Has AIDS“ (deutsch: Alle haben AIDS), „Freedom Isn't Free“ (deutsch: Freiheit ist nicht kostenlos), „Only A Woman“, „Pearl Harbor Sucked“, „America, Fuck Yeah!“, „I'm So Ronery“ (gesungen von Kim Jong-Il, welcher die Buchstaben „L“ und „R“ vertauscht, als klischeehafte Aussprache durch Ostasiaten), sowie nordkoreanische Folklore.
- Kim Jong Il hat nie Stellung zu dem Film bezogen, allerdings haben nordkoreanische Diplomaten in Tschechien versucht, den Film aus den Kinos zu verbannen.[3]

## Kritiken
„Anstelle von Schauspielern agieren Marionetten, um in einer nihilistischen Attitüde den “Krieg gegen den Terror” zu kommentieren. Die aberwitzig anmutende Action- und Politsatire endet in Beleidigungen von Politikern und Schauspielern. Inhaltlich verbinden sich rassistische Witze und Tabubrüche zu einem wirren Anarchismus. Ästhetisch scheitert der Film an seinem wenig schlüssigen Konzept und einer Schnittfolge, die oft die satirischen Pointen verpasst.“

„“Team America” ist eine Mischung aus Jerry-Bruckheimer-Action und Augsburger Puppenkiste, versetzt mit Harald-Schmidt-Humor. Geschont wird hier keiner: Kriegsgegner, Kriegstreiber, alle geraten ins Kreuzfeuer von Parkers und Treys juvenilem Humor. So scheint der Film auf den ersten Blick die konsequente Fortsetzung der TV-Serie “Southpark” zu sein. In der schnoddrig hingestrichelten, von kaputten Kids bevölkerten Kleinstadtwelt wurde alles verulkt, was kulturell irgendwie Bedeutung haben könnte – von Stammzellenforschung über Pokémon bis zur “Passion Christi”. “Team America” knöpft sich nun die US-Regierung mit ihrer Feldherrenattitüde und ihre prominenten Gegner vor. […] Vielleicht ist “Team America” einfach nur aufsässig, laut, schrill und gemein, ein Filmscherz, der sich draufgängerisch pubertär über das Ideologische selbst hermacht. Gut, böse, rechts, links – was spielt’s für eine Rolle, wenn die ganze Welt buchstäblich von Holzköpfen bevölkert wird.“

„Der Film Team America etwa trägt alle Ingredienzen von schlechtem Geschmack. Man sieht Marionetten, zwischen Augsburger Puppenkisten- und Barbie-Erscheinung, ausgiebig kotzen, ficken, sich massakrieren und, man denke, sogar rauchen. Es werden nicht nur die fiktiven Weltpolizisten verscheißert, sondern auch die Liberalen, die “Tauben” unter den Hollywood-Schauspielern. […] Das wahre Angriffsziel ist Hollywood selber; als Parodie auf Jerry Bruckheimer-Produktionen und die Verbindung von hirnloser Action und soap opera-Beziehungsquark, auf James Bond-Phantasien und Ridley Scott-Nihilismus funktioniert das Stück prächtig“

„Gleichzeitig ist der Film nicht nur eine Parodie auf Blockbuster der jüngeren Filmgeschichte, wie sie etwa von Jerry Bruckheimer («Top Gun», «Armageddon», «Black Hawk Down», «Pearl Harbor» etc.) geschrieben wurden, oder auf populäre TV-Serien wie «Power Rangers», «A-Team» oder «Captain Power». Vielmehr stellt der Film einen aufwendigen Low-tech-Kommentar zu jener Phantasie dar, nach der in absehbarer Zeit alle Hollywood-Schauspieler durch Computeranimationen ersetzt sein werden: Bereits in der Eröffnungsszene beendet eine Marionette einen im Matrix-Stil geführten Kampf mit einer aus Computerspielen bekannten Stimmlage und den Worten: «You Lose!»“

## Veröffentlichung
Nach seinem Kinostart am 15. Oktober 2004, konnte der Film bei einem Produktionsbudget von etwa 30 Mio. US-Dollar weltweit über 50 Mio. US-Dollar, davon 32 Mio. US-Dollar in den Vereinigten Staaten, an den Kinokassen wieder einspielen. In Deutschland sahen ihn nach seinem am 30. Dezember 2004 erfolgten Kinostart 160.065 Kinobesucher.